# Йоганнес Бурман
Йоганнес Бурман (нід. Johannes Burman, 26 квітня 1706 — 20 січня 1779) — голландський біолог, ботанік, професор ботаніки, лікар, професор медицини, близький друг Карла Ліннея. Іноземний член Російської академії наук.
Назва рослини Пеларгонія була впроваджена Йоганнесом Бурманом.

## Біографія
Йоuаннес Бурман народився у Амстердамі 26 квітня 1706 року.
У 1722 році він розпочав своє навчання у Лейдені. У 1728 році Йоганнес Бурман став лікарем. Він працював лікарем в Амстердамі. Пізніше Йоганнес Бурман став професором ботаніки в Амстердамі.
У 1735 році видатний шведський учений Карл Лінней деякий час жив у Йоганнеса Бурмана. Йоганнес Бурман вів листування з Карлом Ліннеєм з 27 вересня 1735 року. Його син Ніколас Лауренс Бурман (1734–1793) був відомим ботаніком і вчився у Карла Ліннея в Упсалі.
Помер Йоганнес Бурман в Амстердамі 20 січня 1779 року.

## Наукова діяльність
Йоганнес Бурман спеціалізувався на Папоротеподібних та на насіннєвих рослинах.

## Наукові роботи
- Thesaurus zeylanicus: exhibens plantas in insula Zeylana nascentes, inter quas plurimae novae species & genera inveniuntur, omnia iconibus illustrata, ac descripta. (Amsterdam, 1737)[7].
- Rariorum Africanarum Plantarum, ad vivum delineatarum, iconibus ac descriptionibus illustratarum. (Amsterdam, 1738–1739).
- Herbarium amboinense: plurimas conplectens arbores, frutices, herbas, plantas terrestres & aquaticas, quae in Amboina et adjacentibus reperiuntur insulis adcuratissime descriptas iuxta earum formas, cum diuersis denominationibus cultura, usu, ac virtutibus, quod & insuper exhibet varia insectorum animaliumque genera, plurima cum naturalibus eorum figuris depicta /omnia magno labore ac studio multos per annos conlegit. (Amsterdam, 1741–1750)[8].
- Plantarum americanarum fasciculus primus[-decimus]: continens plantas, quas olim Carolus Plumierius, botanicorum princeps detexit, eruitque, atque in insulis Antillis ipse depinxit /Has primum in lucem edidit, concinnisdescriptionibus, & observationibus, aeneisque tabulis illustravit Joannes Burmannus. (Amsterdam, 1755–1760)[9].
- Flora Malabarica, sive Index in omnes tomos Horti Malabaricii. (Amsterdam, 1769).

## Почесті
Карл Лінней назвав на його честь рід рослин Burmannia.
У 1776 році Бурман було обрано почесним членом Російської академії наук